# Sympherobius distinctus
Sympherobius distinctus är en insektsart som beskrevs av Carpenter 1940. Sympherobius distinctus ingår i släktet Sympherobius och familjen florsländor. Inga underarter finns listade i Catalogue of Life.